# Vědecký ateismus

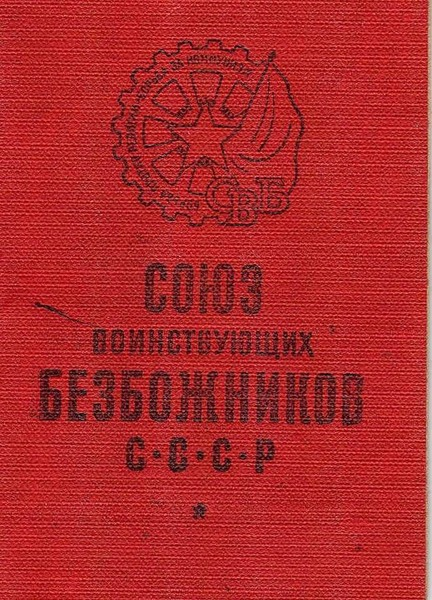
Obal členského průkazu Svazu militantních ateistů v sovětském svazu přibližně z roku 1929.

Vědecký ateismus byla do roku 1989 vědní disciplína, která odmítala možnost pravdivosti náboženství a předpokládala, že tento postoj lze vědecky podepřít. Mimo jiné vědecký ateismus poukazoval na to, že náboženství je na ústupu a není potřebné pro moderní socialistickou společnost. Vědecký ateismus měl v předlistopadovém období za úkol popsat a interpretovat náboženské směry a religiozitu v rámci marxisticko-leninského učení.

## Historie
Když se v Československu v roce 1948 chopili moci komunisté, snažili se svojí ideologií indoktrinovat všechny vrstvy a veškerá prostředí společnosti, nevyjímaje ani vysoké školy. Tomu odpovídal i Zákon č. 58/1950 Sb. o vysokých školách, přijatý Národním shromážděním dne 18. května roku 1950. Text zákona měl být projevem „úsilí o rozvoj vědy a umění pro budování socialismu“, přičemž úkolem vysokých škol mělo být „vychovávat odborně i politicky vysoce kvalifikované pracovníky, věrné lidově demokratické republice a oddané myšlence socialismu“.:s.148 Na příslušných školeních bylo pedagogům vštěpováno „vychovávat mladou vysokoškolskou generaci v duchu marxistických idejí!“ Proto se měl na vysokých školách výklad marxismu‑leninismu zaměřit „přímo proti náboženským názorům“, aby „odhaloval nevědeckost a lživost náboženství“.:s.149
V ČSSR se od roku 1969 tímto oborem zabýval Kabinet pro filozofii ČSAV, o tři roky později přejmenovaný na Ústav vědeckého ateismu. V roce 1983 došlo k sloučení s Psychologickou laboratoří a byl tak vytvořen Ústav pro výzkum společenského vědomí a vědeckého ateismu ČSAV. Jeho řediteli byli například Jiří Loukotka, či Ivan Hodovský.
Výchova ve vědeckoateistickém duchu do ČSSR dorazila ze Sovětského svazu. Působila v mnoha oborech, např. ve zdravotnictví. Zde se snažila nahradit tzv. „neotomistickou pastorální medicínu“ („snaha vniknout do nejintimnějších stránek života jednotlivce, zakotvit ve vědomí jedince, spoutat jeho svobodnou vůli množstvím předpisů, zákazů, pravidel norem a tak vytvořit příznivé podmínky pro přežití náboženství“) a vliv řeholních sester a duchovních v nemocničních zařízeních. Šlo o témata jako výchova a rodičovství, regulace porodnosti a používání antikoncepce, potraty, sterilizace, odmítání resuscitace atd.
„Socialistický člověk, aktivní, uvědomělý tvůrce nové společnosti, musí být osvobozen od předsudků a tmářství. Patří k nim náboženství, které je po staletí spojeno se sociálním útlakem. Je založeno na slepé víře a strachu, spoutává síly člověka, omezuje možnosti jeho všestranného rozvoje a duchovně ho deptá mravními zásadami, jež nemají nic společného se skutečným lidským štěstím.“

- Vasil Biľak na plenárním zasedání předsednictva ÚV KSČ v říjnu 1972

## Základní principy vědeckého ateismu
- definování náboženství jako souhrnu fantaskních idejí, které vznikly v důsledku závislosti člověka na životních přírodních silách a sociálních životních podmínkách, jež mu byly cizí
- odhalení přímé souvislosti mezi náboženstvím a zájmem reakčních tříd; jejich zájmem je, aby náboženské iluze trvaly věčně
- boj proti náboženství je především bojem proti společensko-ekonomickému zřízení, jehož zkresleným odrazem je náboženství
- odstranění náboženství jako „opia lidu“ je jeden z důležitých předpokladů osvobození tvůrčí aktivity mas a jejího využití k boji za zlepšení životních podmínek[3]

| „                | Smysl vědeckoateistické výchovy byl v upevňování morálněpolitické jednoty pracujících, i v jejím podílu na plnění ostatních úkolů: vítězství socialistické velkovýroby v zemědělství, úplné odstranění zbytků antagonistických tříd, další vývoj výrobních sil na základě automatizace, mechanizace a chemizace, další zdokonalování socialistické demokracie. | “ |
| — Josef Macháček | |   |